# 크로스페이드
크로스페이드(Crossfade)는 미국 사우스캐롤라이나주 컬럼비아 출신 록 밴드이다.
1999년에 에드 슬론(보컬, 기타), 미치 제임스(베이스, 배킹 보컬), 브라이언 가이거(드럼) 3명의 멤버로 "The Nothing"이라는 이름으로 결성되었으나, 2002년 이름을 크로스페이드로 바꾸었다. 컬럼비아 레코드와 계약을 맺은 이들은 2004년 4월 13일 메이저 데뷔 음반을 발매하였다.

## 멤버
- 에드 슬론(Ed Sloan) - 보컬, 기타(1999년 ~ 현재)
- 미치 제임스(Mitch James) - 베이스, 배킹 보컬(1999년 ~ 현재)
- 제임스 브랜험(James Branham) - 드럼(2004년 ~ 현재)
- 레스 홀(Les Hall) - 기타(2006년 ~ 현재)

### 이전 멤버
- 브라이언 가이거(Brian Geiger) - 드럼(1999년 ~ 2004년)
- 토니 바이로즈(Tony Byroads) - DJ, 배킹 보컬(2002년 ~ 2005년)

## 음반 목록
- 《Crossfade》(2004년)
- 《Falling Away》(2006년)